# Acacia adherens
Acacia adherens é uma espécie de leguminosa do gênero Acácia, pertencente à família Fabaceae.